# A Busca da Verdade
A busca da verdade: Onde se trata da natureza do espírito humano, e do uso que ele deve fazer deste para evitar o erro nas ciências (1674-75) é a obra principal de Nicolas Malebranche. É composta por seis livros, e dezesseis Esclarecimentos e além de um opúsculo sobre ótica. Os títulos dos livros são, respectivamente: Dos sentidos, Da imaginação, Do entendimento ou do espírito puro, Das inclinações, Das paixões e Do método.
No capítulo IV do Livro I, Malebranche expõe assim o programa de sua Busca:
Em primeiro lugar, falaremos dos erros dos sentidos; em segundo, dos erros da imaginação; em terceiro, dos erros do entendimento puro; em quarto, dos erros das inclinações; em quinto, dos erros das paixões. Ao cabo, depois de termos tentado livrar o espírito dos erros aos quais está sujeito, hemos de dar um método geral para nos conduzirmos na busca da verdade.

## Tradução para o português
A Busca da Verdade (Textos escolhidos). São Paulo: Paulus, Discurso, 2004. Tradutor: Plínio Smith.